# Deats
Deats (* 16. Dezember 1996 in Neuss als Dominik Patrzek) ist ein deutscher Musikproduzent. Deats wurde bekannt durch die Arbeit mit amerikanischen Hip-Hop-Größen, wie Logic, Drake, G-Eazy, Kendrick Lamar und Trippie Redd. Außerdem arbeitet er auch zunehmend mit deutschen Künstlern aus dem Hip-Hop-Bereich zusammen, wie beispielsweise Apache 207, KC Rebell und Summer Cem. Er steht beim Label Warner Chappell unter Vertrag.

## Leben
Dominik Patrzek wuchs in Neuss auf und begeisterte sich schon von klein auf für Musik. 2013 entdeckte er das Produzieren für sich. Er erlangte das erste Mal 2017 größere Aufmerksamkeit, nachdem es mit Ink Blot eine Autorenbeteiligung und Produktion auf das Album Everybody von Logic geschafft hatte.
Bei den Grammy Awards 2022 wurde der von Deats mitproduzierte Song Family Ties von Kendrick Lamar in der Kategorie beste Rap-Darbietung ausgezeichnet. Zusätzlich gehörte er in der Songwriter-Kategorie bester Rap-Song zur engeren Auswahl und damit erhielt auch Deats als Mitautor eine Grammy-Nominierung.

## Autorenbeteiligungen und Produktionen (Auswahl)
- Kendrick Lamar – Family Ties
- Logic – Ink Blot
- G-Eazy – Nothing Wrong
- Drake – Omertà
- KC Rebell – Alleen
- Luciano – Frozen
- Summer Cem feat. Luciano – Summer Cem
- Apache 207 – Wieso tust du dir das an?[5]
- Jamule – So weit weg (Intro)
- Trippie Redd – Red Beam (feat. Sean Kingston)
- Loredana – Feuer
- Farid Bang – Public Enemies (feat. Kollegah & Fler)
- T-Low & Miksu/Macloud – We Made It
- Makko & Miksu/Macloud – Nachts wach
- Jazeek feat. Luciano & Miksu/Macloud – Playboybunnies

## Auszeichnungen
- 2022: nominiert für Grammy Award in der Kategorie Bester Rap-Song für Family Ties (Kendrick Lamar)[4]